# Karl Albrecht
Karl Hans Albrecht (20 tháng 2 năm 1920 – 16 tháng 7 năm 2014) là một doanh nhân người Đức. Ông cùng với em trai mình là Theo Albrecht đã thành lập lên chuỗi siêu thị Aldi. Ông là một trong những người giàu nhất thế giới, với tổng tài sản năm 2010 ước lượng vảo khoảng 23,5 tỷ $ theo như Forbes, xếp thứ 10 trong danh sách những người giàu nhất thế giới năm 2010. Albrecht là người giàu nhất ở Đức.

## Tiểu sử

Các nước có siêu thị của Aldi ở Châu Âu, (Xanh = Nord, cam = Süd)

Karl và Theo Albrecht lớn lên trong một gia đình bình dị ở Essen, Đức. Cha của hai ông là thợ mỏ và sau đó là người phụ làm bánh. Mẹ của hai ông có một quầy tạp hóa nhỏ ở Schonnebeck, ngoại ô của Essen. Theo Albrecht vừa làm vừa học việc ở cửa hàng của mẹ ông, trong khi Karl làm nhân viên trong một nhà hàng. Karl Albrecht cũng từng phục vụ trong Quân đội Đức trong thời gian xảy ra chiến tranh thế giới lần thứ hai. Sau khi kết thúc chiến tranh, hai anh em ông tiếp quản công việc ở cửa hàng của mẹ ông (1946). Siêu thị đầu tiên của Aldi (Albrecht-Discount) được khai trường vào năm 1961.
Sự hoạt động của Aldi sau đó được hai ông chia ra để quản lý, trong khi Karl nắm quyền kiểm soát của Aldi Süd (Nam), thì Theo quản lý Aldi Nord (Bắc). Aldi Nord và Aldi Süd chung lại có tổng cộng hơn 10.000 siêu thị, doanh thu hàng năm là 66,8 tỉ Euro.
Do Karl Albrecht đã tránh xa cuộc sống cộng đồng từ lâu, cũng vì Theo Albrecht có một lần bị bắt cóc vào năm 1971 phải trả tiền chuộc là 7 triệu Mark. nên có rất ít thông tin được biết về ông. Tạp chí Forbes thông báo rằng ông có hai người con, không một ai làm việc ở Aldi. Ông sống ở Essen, giống như người em Theo cho đến khi ông này qua đời. Karl Albrecht là một fan của golf, và thường chơi ở sân golf của mình ở Öschberghof, mà ông đã xây dựng từ 1976. Ông cũng thích trồng phong lan. Người ta còn cho rằng ông thích sưu tầm các máy đánh chữ cổ.
Năm 1994, Karl Albrecht từ bỏ các hoạt động thường ngày ở Aldi Süd và trở thành Chủ tịch hội đồng quản trị tập đoàn. Đầu năm 2002, ông cũng từ bỏ vị trí này, nhượng lại toàn bộ quyền kiểm soát hoạt động của tập đoàn. Ngày nay, không một thành viên nào trong gia đình của Karl Albrecht còn quản lý tập đoàn nữa.